# Marie Collonvillé
Marie Collonvillé (Amiens, 23 november 1973) is een Franse meerkampster. Haar beste prestaties zijn het winnen van goud op de Francophone Games in 2001 en de Middellandse Zeespelen in 2005. Zij nam tweemaal deel aan de Olympische Spelen, zonder bij die gelegenheden op het erepodium te belanden en zij is de eerste officiële houdster van het wereldrecord op de tienkamp. 

## Loopbaan
Collonvillé is meervoudig Frans kampioene hoogspringen en won een bronzen medaille op de universiade in deze discipline. Haar persoonlijk record is 1,94 m.
Collonvillé was de eerste officiële recordhoudster op de tienkamp, een onderdeel waarvan het wereldrecord sinds 31 december 2004 wordt erkend door de IAAF. Dit record haalde ze echter al op 26 september tijdens de Décastar van 2004. In dat jaar nam ze voor Frankrijk ook deel aan de Olympische Spelen van Athene, waar zij op de zevenkamp zevende werd met 6269 punten.
Op de wereldkampioenschappen van 2007 in Osaka werd ze negende op de zevenkamp met 6244 punten. Een jaar later was zij er op de Olympische Spelen in Peking opnieuw bij. Ditmaal eindigde zij op de zevenkamp als elfde.

## Titels
- Middellandse Zeespelen kampioene zevenkamp - 2005
- Francophone Games kampioene zevenkamp - 2001
- Frans kampioene hoogspringen - 1997
- Frans kampioene zevenkamp - 1995, 1999, 2001, 2002
- Frans indoorkampioene hoogspringen - 1997
- Frans indoorkampioene vijfkamp - 1996, 1999, 2003, 2006

## Persoonlijke records
Outdoor
| Onderdeel    | Prestatie | Datum             | Plaats  |
| ------------ | --------- | ----------------- | ------- |
| 100 m        | 12,54 s   | 4 juni 2006       | Forbach |
| 200 m        | 24,71 s   | 26 augustus 1997  | Catania |
| 800 m        | 2.10,90   | 22 augustus 1999  | Sevilla |
| 100 m horden | 13,52 s   | 29 juli 2000      | Talence |
| hoogspringen | 1,94 m    | 26 augustus 1997  | Catania |
| verspringen  | 6,67 m    | 26 augustus 2007  | Osaka   |
| kogelstoten  | 12,73 m   | 16 september 2006 | Talence |
| speerwerpen  | 49,14 m   | 21 augustus 2004  | Athene  |
| zevenkamp    | 6350 p    | 14 september 1997 | Talence |
| tienkamp     | 8150 p    | 26 september 2004 | Talence |

Indoor
| Onderdeel            | Prestatie | Datum            | Plaats     |
| -------------------- | --------- | ---------------- | ---------- |
| 800 m                | 2.14,62   | 7 maart 1997     | Parijs     |
| 60 m horden          | 8,48 s    | 4 maart 2005     | Madrid     |
| hoogspringen         | 1,86 m    | 14 maart 2003    | Birmingham |
| polsstokhoogspringen | 3,40 m    | 30 januari 2005  | Liévin     |
| verspringen          | 6,41 m    | 16 februari 2008 | Bordeaux   |
| kogelstoten          | 12,87 m   | 14 maart 2003    | Birmingham |
| vijfkamp             | 4644 p    | 14 maart 2003    | Birmingham |

## Palmares
| Jaar | Wedstrijd              | Plaats      | Resultaat | Extra        |
| ---- | ---------------------- | ----------- | --------- | ------------ |
| 1994 | EK                     | Helsinki    | 19e       | zevenkamp    |
| 1997 | WK indoor              | Parijs      | 8e        | vijfkamp     |
| 1997 | WK                     | Athene      | 12e       | zevenkamp    |
| 1997 | Universiade            | Catania     | 3e        | zevenkamp    |
| 1997 | Universiade            | Catania     | 3e        | hoogspringen |
| 1997 | Middellandse Zeespelen | Bari        | 3e        | zevenkamp    |
| 1998 | EK indoor              | Valencia    | 5e        | vijfkamp     |
| 1998 | EK                     | Boedapest   | 8e        | zevenkamp    |
| 1999 | WK                     | Sevilla     | 9e        | zevenkamp    |
| 2001 | WK                     | Edmonton    | 11e       | zevenkamp    |
| 2001 | Francophone Games      | Ottawa-Hull | 1e        | zevenkamp    |
| 2003 | WK indoor              | Birmingham  | 3e        | vijfkamp     |
| 2004 | OS                     | Athene      | 7e        | zevenkamp    |
| 2005 | WK                     | Helsinki    | 6e        | zevenkamp    |
| 2005 | Middellandse Zeespelen | Almería     | 1e        | zevenkamp    |
| 2007 | WK                     | Osaka       | 9e        | zevenkamp    |
| 2008 | OS                     | Peking      | 11e       | zevenkamp    |